# Pechanga Arena
Pechanga Arena (historisch bekend als de San Diego Sports Arena) is een overdekte arena in San Diego, Californië.
De arena biedt plaats aan 12.000 mensen voor zaalvoetbal, 12.920 voor ijshockey en box lacrosse, 14.500 voor basketbal en tennis, en 16.100 voor boksen en gemengde vechtsporten.

## Locatie en toegang
De arena bevindt zich op 3500 Sports Arena Boulevard, iets ten zuidwesten van het knooppunt van Interstate 5 en Interstate 8. Het ligt in de wijk Midway, op ongeveer 10 minuten rijden van San Diego International Airport. 

## Geschiedenis

### Naamgeschiedenis
De rechten om de arena een naam te geven werden in de loop van de tijd verkocht, zodat de naam van de arena nogal eens wijzigde: 
- San Diego International Sports Arena (17 november 1966 — 1970)
- San Diego Sports Arena (1970 — 19 maart 2005; 9 mei 2007 — 12 november 2010; 1 december 2018 — 5 december 2018)
- iPayOne Center (20 maart 2005 — 8 mei 2007)
- Valley View Casino Center (13 november 2010 — 30 november 2018)
- Pechanga Arena (5 december 2018 — heden)